# Castroreale
Castroreale település Olaszországban, Szicília régióban, Messina megyében. Lakosainak száma 2246 fő (2023. január 1.). Castroreale Antillo, Barcellona Pozzo di Gotto, Rodì Milici, Santa Lucia del Mela, Terme Vigliatore és Casalvecchio Siculo községekkel határos.

## Népesség
A település lakossága az elmúlt években az alábbi módon változott:
| Lakosok száma | 2468 | 2396 | 2246 |
|               | 2017 | 2018 | 2023 |